# Кентерберийский договор
Кентерберийский договор (англ. Peace of Canterbury) 1264 года — договор между с одной стороны — королём Англии Генрихом III и его сыном Эдуардом, а с другой — Симоном де Монфором. Документ был подписан в Кентербери в период между 12 и 15 августа 1264 года.
Сам документ был основан на более раннем Льюисском соглашении, которое было заключено королём Генрихом III после поражения в битве при Льюисе 14 мая 1264 года. После этого возник триумвират из Симона де Монфора, Гилберта де Клера и епископа Чичестера Стивена Берстеда, назначивших управляющий совет из девяти человек. Тем самым король был лишён своей власти, перешедшей к фракции мятежных баронов. Эти меры имели временный характер до достижения полновесного соглашения, при несоблюдении договора в Льюисе власть оставалась бы в руках совета всё правление Генриха III и неопределённое — его сына Эдуарда. Предусматривались реформы церкви и королевской власти, запрещавшие иностранцам занимать официальные посты.
Документ был крайне невыгоден для Генриха и Эдуарда, но к его подписанию их могло принудить давление со стороны баронов (в частности, сын английского короля на момент подписания являлся их заложником после поражения при Льюисе) 15 августа новое соглашение было отправлено французскому королю Людовику IX, который в 1264 году через Амьенское соглашение уже пытался решить конфликт. Иностранный правитель весьма гневно отверг новый договор, как до этого более мягкое Льюисское соглашение. Вскоре после этого правительство под руководством Монфора столкнулось с внутренними проблемами: в 1265 году граф Гилберт де Клер переметнулся на сторону роялистов, и Эдуарду удалось совершить побег.Исход противостоянию был положен в битве при Ившеме 4 августа 1265 года, где Симон де Монфор был убит.